# Exalgina Gambôa
Exalgina Gambôa est une juge angolaise et ancienne présidente de la Cour des comptes de l'Angola.

## Biographie

### Carrière
Exalgina Gambôa est  secrétaire d'État aux Affaires étrangères de l'Angola avant d'être nommée juge à la Cour des comptes en 2018 par le président João Lourenço sur recommandation du Conseil supérieur de la magistrature , , , , . Elle devient  présidente de l'institution et est accusée, après, de détournement de fonds, d'extorsion et de corruption. En 2023, elle démissionne de son poste sur recommandation du président angolais,.